# Vladimíra Bujárková
Vladimíra Bujárková es una deportista checa que compitió en atletismo adaptado. Ganó dos medallas en los Juegos Paralímpicos de Verano, plata en Sídney 2000 y plata en Atenas 2004.

## Palmarés internacional
| Juegos Paralímpicos | Juegos Paralímpicos | Juegos Paralímpicos | Juegos Paralímpicos |
| Año                 | Lugar               | Medalla             | Prueba              |
| ------------------- | ------------------- | ------------------- | ------------------- |
| 2000                | Sídney (Australia)  | Medalla de plata    | Disco F37           |
| 2004                | Atenas (Grecia)     | Medalla de plata    | Peso F37/38         |